# Duravel
Duravel est une commune française, située dans le sud-ouest du département du Lot en région Occitanie.
Elle est également dans la Bouriane, une région naturelle sablonneuse et collinaire couverte de forêt avec comme essence principale des châtaigniers.
Exposée à un climat océanique altéré, elle est drainée par le Lot et par divers autres petits cours d'eau. La commune possède un patrimoine naturel remarquable composé de deux zones naturelles d'intérêt écologique, faunistique et floristique.
Duravel est une commune rurale qui compte 946 habitants en 2022, après avoir connu un pic de population de 5 900 habitants en 1793.  Ses habitants sont appelés les Duravelois ou  Duraveloises.

## Géographie

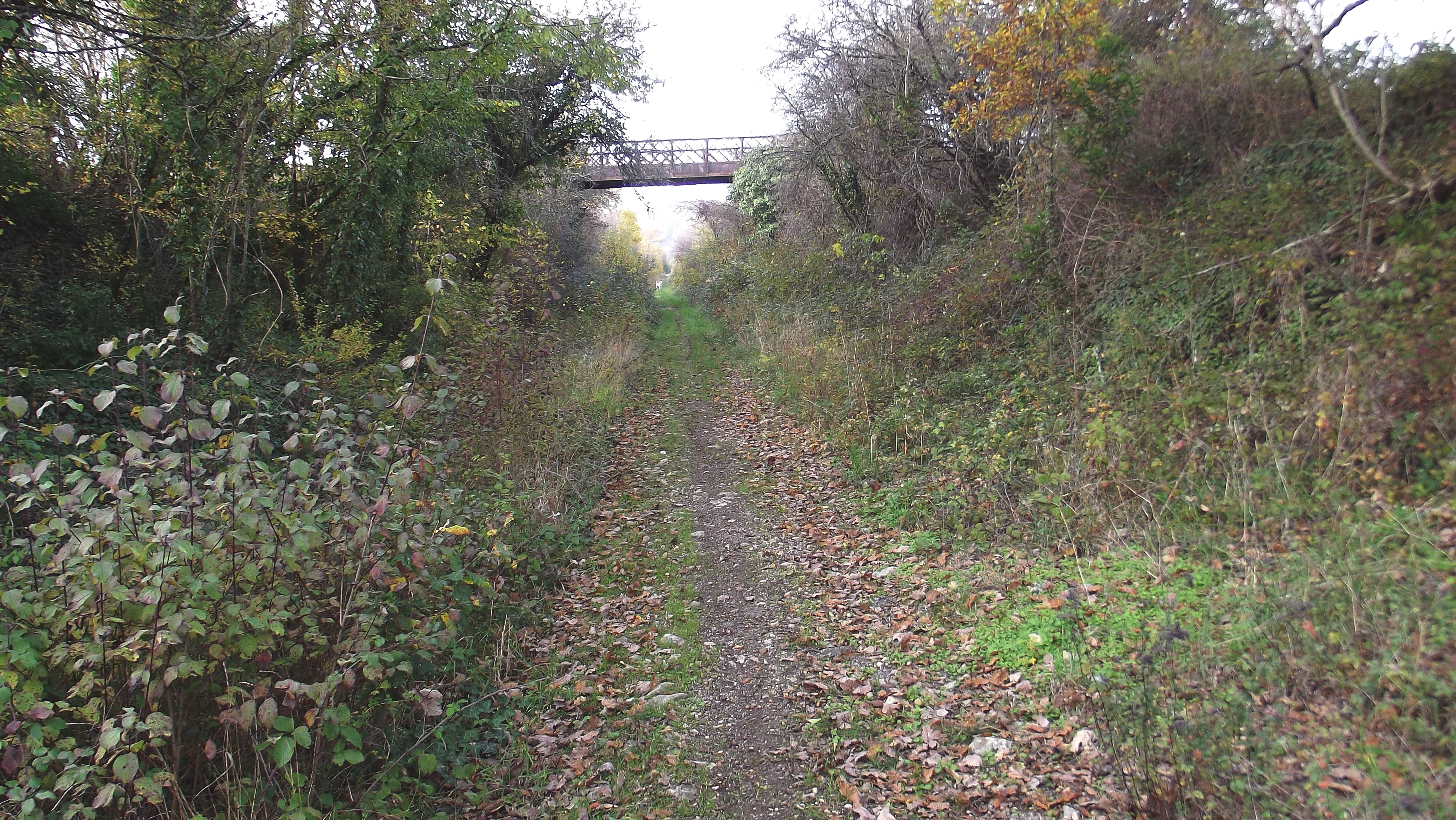
Ancien chemin de fer transformé en chemin de randonnée.

Commune située dans le Quercy, sur l'ancienne ligne Monsempron-Libos - Cahors, entre Fumel et Puy-l'Évêque.

### Communes limitrophes
Duravel est limitrophe de six autres communes.
Les communes limitrophes sont  Montcabrier, Puy-l'Évêque, Saint-Martin-le-Redon, Soturac, Touzac et Vire-sur-Lot.
| Saint-Martin-le-Redon | Montcabrier  |              |
| Soturac               | Duravel      | Puy-l'Évêque |
| Touzac                | Vire-sur-Lot |              |

### Hydrographie
La commune est située au bord d'un méandre formé par le Lot qui lui sert de frontière naturelle dans sa partie sud avec la commune de Vire-sur-Lot.

### Géologie et relief
La superficie de la commune est de 1 497 hectares ; son altitude varie de 65  à   271 mètres.

### Voies de communication et transports
Accès avec la RD 811 (ex RN 111) et la route départementale D 58.
Voir aussi l'ancienne gare SNCF sur la ligne de Monsempron-Libos à Cahors.

### Climat
Pour des articles plus généraux, voir Climat de l'Occitanie et Climat du Lot.
En 2010, le climat de la commune est de type climat du Bassin du Sud-Ouest, selon une étude s'appuyant sur une série de données couvrant la période 1971-2000. En 2020, Météo-France publie une typologie des climats de la France métropolitaine dans laquelle la commune est exposée à un climat océanique altéré et est dans la région climatique Aquitaine, Gascogne, caractérisée par une pluviométrie abondante au printemps, modérée en automne, un faible ensoleillement au printemps, un été chaud (19,5 °C), des vents faibles, des brouillards fréquents en automne et en hiver et des orages fréquents en été (15 à 20 jours).
Pour la période 1971-2000, la température annuelle moyenne est de 12,8 °C, avec une amplitude thermique annuelle de 15,4 °C. Le cumul annuel moyen de précipitations est de 835 mm, avec 12,4 jours de précipitations en janvier et 6,1 jours en juillet. Pour la période 1991-2020, la température moyenne annuelle observée sur la station météorologique la plus proche, située sur la commune d'Anglars-Juillac à 10 km à vol d'oiseau, est de 13,5 °C et le cumul annuel moyen de précipitations est de 822,6 mm,. Pour l'avenir, les paramètres climatiques de la commune estimés pour 2050 selon différents scénarios d’émission de gaz à effet de serre sont consultables sur un site dédié publié par Météo-France en novembre 2022.

### Milieux naturels et biodiversité

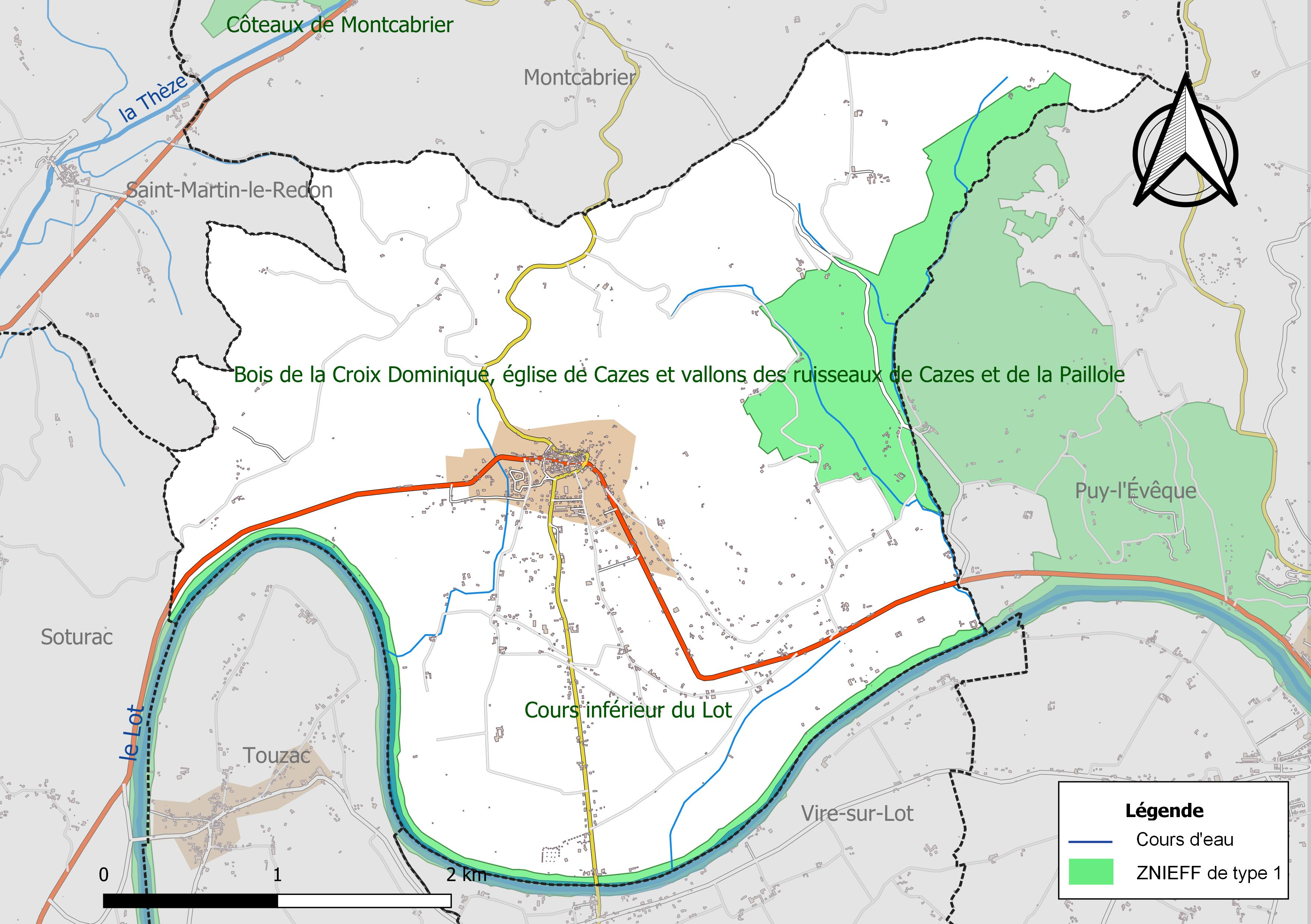
Carte des ZNIEFF de type 1 localisées sur la commune.

L’inventaire des zones naturelles d'intérêt écologique, faunistique et floristique (ZNIEFF) a pour objectif de réaliser une couverture des zones les plus intéressantes sur le plan écologique, essentiellement dans la perspective d’améliorer la connaissance du patrimoine naturel national et de fournir aux différents décideurs un outil d’aide à la prise en compte de l’environnement dans l’aménagement du territoire.
Deux ZNIEFF de type 1 sont recensées sur la commune :
les « bois de la Croix Dominique, église de Cazes et vallons des ruisseaux de Cazes et de la Paillole » (419 ha), couvrant 2 communes du département et 
le « cours inférieur du Lot » (1 209 ha), couvrant 25 communes dont 23 dans le Lot et deux dans le Lot-et-Garonne.

## Urbanisme

### Typologie
Au 1er janvier 2024, Duravel est catégorisée commune rurale à habitat dispersé, selon la nouvelle grille communale de densité à sept niveaux définie par l'Insee en 2022.
Elle est située hors unité urbaine et hors attraction des villes,.

### Occupation des sols
L'occupation des sols de la commune, telle qu'elle ressort de la base de données européenne d’occupation biophysique des sols Corine Land Cover (CLC), est marquée par l'importance des forêts et milieux semi-naturels (44 % en 2018), une proportion sensiblement équivalente à celle de 1990 (43,2 %). La répartition détaillée en 2018 est la suivante : 
forêts (44 %), zones agricoles hétérogènes (26,9 %), zones urbanisées (10,7 %), terres arables (7,2 %), cultures permanentes (6,2 %), eaux continentales (3,7 %), prairies (1,4 %). L'évolution de l’occupation des sols de la commune et de ses infrastructures peut être observée sur les différentes représentations cartographiques du territoire : la carte de Cassini (XVIIIe siècle), la carte d'état-major (1820-1866) et les cartes ou photos aériennes de l'IGN pour la période actuelle (1950 à aujourd'hui).

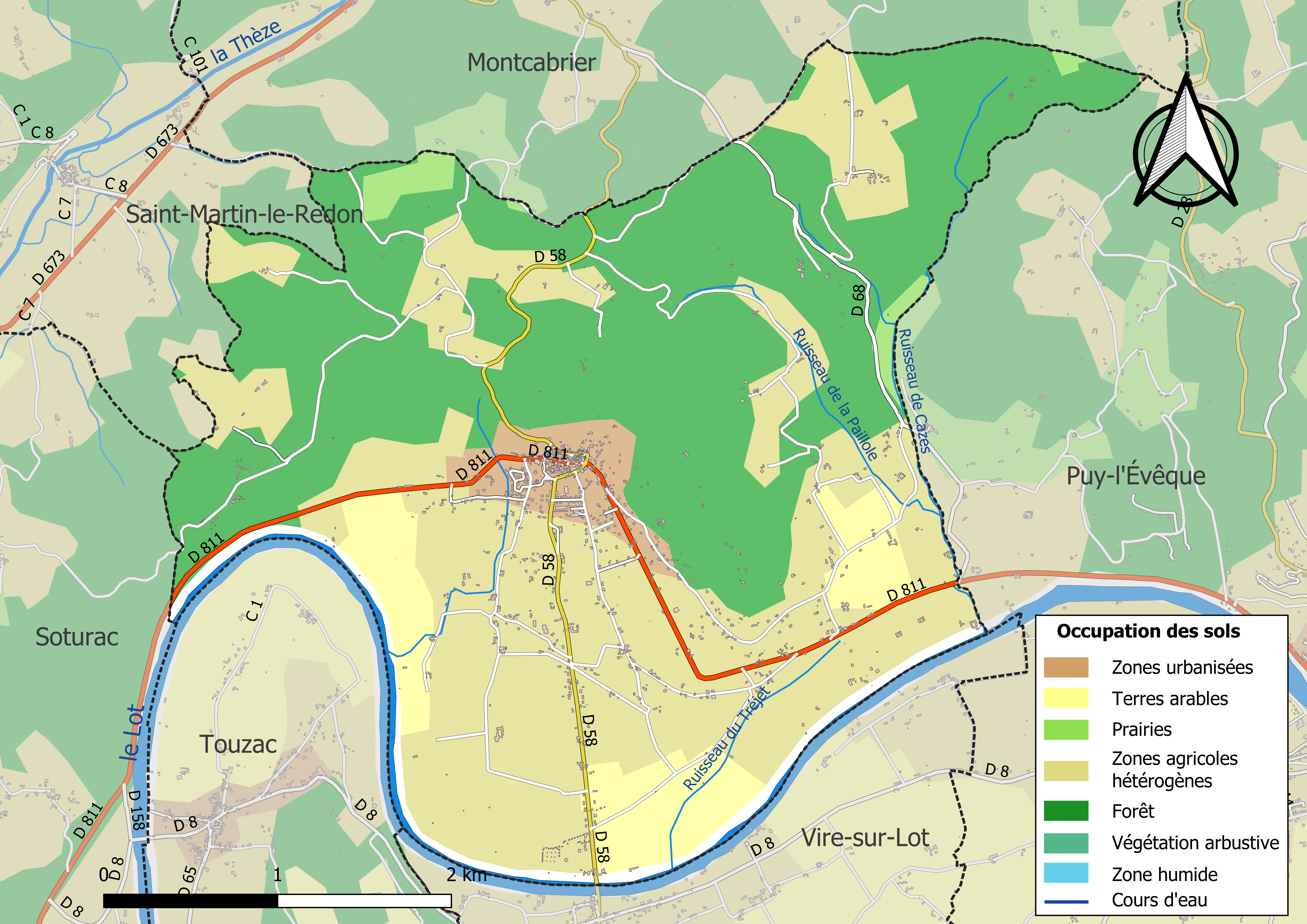
Carte des infrastructures et de l'occupation des sols de la commune en 2018 (CLC).

### Risques majeurs
Le territoire de la commune de Duravel est vulnérable à différents aléas naturels : météorologiques (tempête, orage, neige, grand froid, canicule ou sécheresse), inondations, feux de forêts, mouvements de terrains et séisme (sismicité très faible). Il est également exposé à deux risques technologiques,  le transport de matières dangereuses et la rupture d'un barrage. Un site publié par le BRGM permet d'évaluer simplement et rapidement les risques d'un bien localisé soit par son adresse soit par le numéro de sa parcelle.

#### Risques naturels
Certaines parties du territoire communal sont susceptibles d’être affectées par le risque d’inondation par débordement de cours d'eau, notamment le Lot. La cartographie des zones inondables en ex-Midi-Pyrénées réalisée dans le cadre du XIe Contrat de plan État-région, visant à informer les citoyens et les décideurs sur le risque d’inondation, est accessible sur le site de la DREAL Occitanie. La commune a été reconnue en état de catastrophe naturelle au titre des dommages causés par les inondations et coulées de boue survenues en 1982, 1992, 1993, 1999 et 2003,.
Duravel est exposée au risque de feu de forêt. Un plan départemental de protection des forêts contre les incendies a été approuvé par arrêté préfectoral le 30 novembre 2015 pour la période 2015-2025. Les propriétaires doivent ainsi couper les broussailles, les arbustes et les branches basses sur une profondeur de 50 mètres, aux abords des constructions, chantiers, travaux et installations de toute nature, situées à moins de 200 mètres de terrains en nature
de bois, forêts, plantations, reboisements, landes ou friches. Le brûlage des déchets issus de l’entretien des parcs et jardins des ménages et des collectivités est interdit. L’écobuage est également interdit, ainsi que les feux de type méchouis et barbecues, à l’exception de ceux prévus dans des installations fixes (non situées sous couvert d'arbres) constituant une dépendance d'habitation.

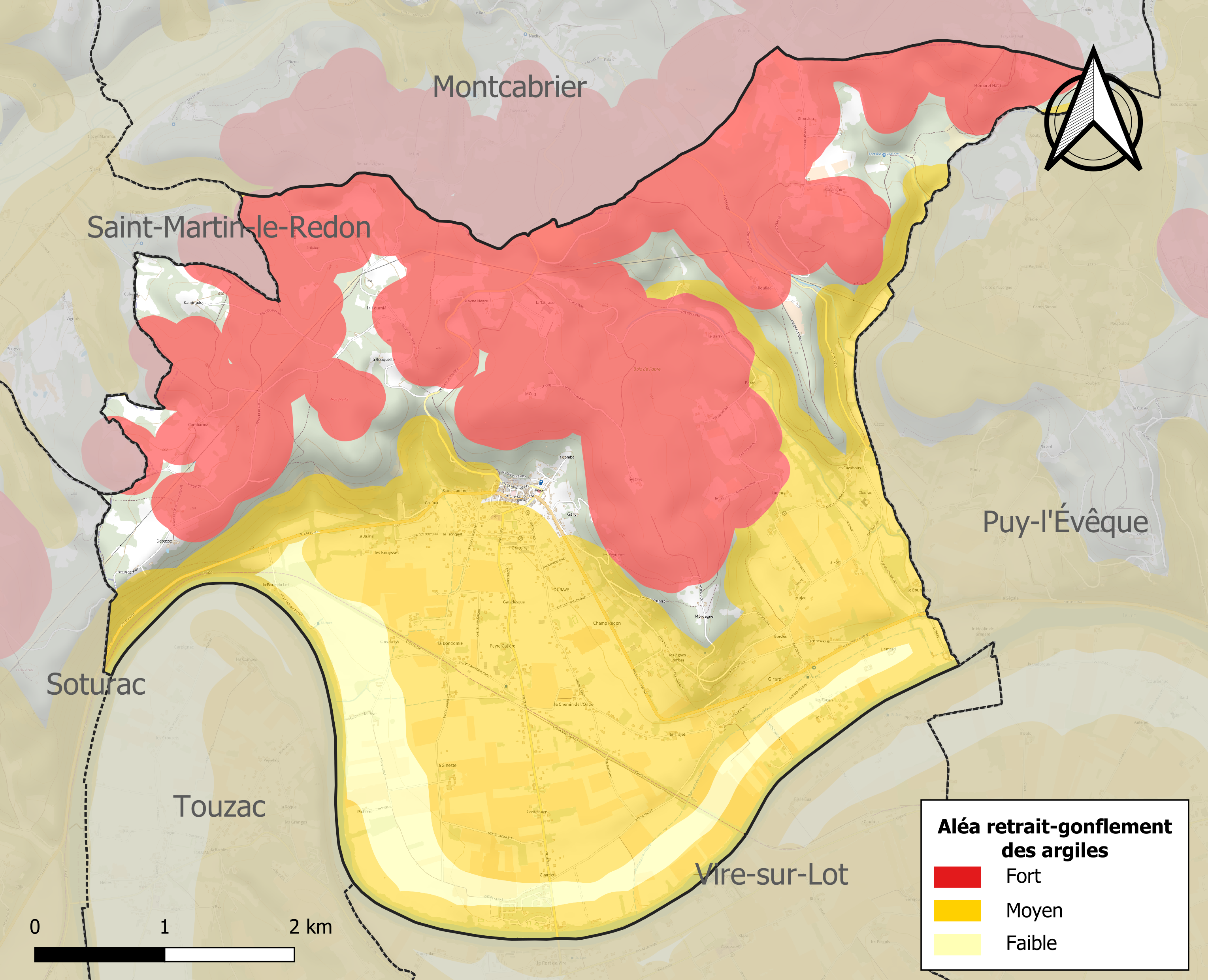
Carte des zones d'aléa retrait-gonflement des sols argileux de Duravel.

Les mouvements de terrains susceptibles de se produire sur la commune sont des affaissements et effondrements liés aux cavités souterraines (hors mines), des éboulements, chutes de pierres et de blocs, des glissements de terrain et des tassements différentiels. Par ailleurs, afin de mieux appréhender le risque d’affaissement de terrain, l'inventaire national des cavités souterraines permet de localiser celles situées sur la commune.
Le retrait-gonflement des sols argileux est susceptible d'engendrer des dommages importants aux bâtiments en cas d’alternance de périodes de sécheresse et de pluie. 81,2 % de la superficie communale est en aléa moyen ou fort (67,7 % au niveau départemental et 48,5 % au niveau national). Sur les 595 bâtiments dénombrés sur la commune en 2019, 461 sont en aléa moyen ou fort, soit 77 %, à comparer aux 72 % au niveau départemental et 54 % au niveau national. Une cartographie de l'exposition du territoire national au retrait gonflement des sols argileux est disponible sur le site du BRGM,.
Par ailleurs, afin de mieux appréhender le risque d’affaissement de terrain, l'inventaire national des cavités souterraines permet de localiser celles situées sur la commune.
Concernant les mouvements de terrains, la commune a été reconnue en état de catastrophe naturelle au titre des dommages causés par la sécheresse en 2003 et par des mouvements de terrain en 1999.

#### Risques technologiques
Le risque de transport de matières dangereuses sur la commune est lié à sa traversée par une route à fort trafic. Un accident se produisant sur une telle infrastructure est susceptible d’avoir des effets graves sur les biens, les personnes ou l'environnement, selon la nature du matériau transporté. Des dispositions d’urbanisme peuvent être préconisées en conséquence.
La commune est en outre située en aval des barrages de Grandval et de Sarrans, des ouvrages de classe A disposant d'une retenue de respectivement 270,6 millions et 296 millions de mètres cubes,. À ce titre elle est susceptible d’être touchée par l’onde de submersion consécutive à la rupture d'un de ces ouvrages.

## Toponymie
Selon Gaston Bazalgues, le toponyme Duravel est basé soit sur l'occitan dura qui désigne une terre nue, suivi de val, une vallée, soit sur le terme gaulois duros qui indique une forteresse.

## Histoire
Ancienne ville gallo-romaine, Duravel, alors nommée DIOLINDUM[réf. nécessaire], a été fondée par les Romains pour être une station militaire sur la grande voie stratégique de Bordeaux à Lyon. (Malheureusement, les vestiges de ce temps ont disparu au cours des guerres de religion de 1596.)
Au XIe siècle, Duravel possède un prieuré dépendant de l'abbaye de Moissac fondée par Clovis et restaurée par Charlemagne. Les corps de trois saints originaires de Palestine et d'Égypte, Hilarion, Agathon et Poemon, y sont amenés. Ils se trouvent toujours dans l'église où depuis le XIIe siècle, ils sont l'objet de pèlerinages et, tous les cinq ans, d'une fête de l'ostentation.
1369, « guerre de Cent Ans », Duravel est attaquée par les Anglais sous les ordres de Robert Knolles. Ville peuplée alors de 6 000 habitants, elle résiste pendant six semaines et met les attaquants en déroute. En remerciement, le roi lui octroie des armoiries : De gueules, à une couronne fermée d'or, au chef d'azur, chargé de trois fleurs de Lis d'or.

### Héraldique
| Duravel | Son blasonnement est : « De gueules, à une couronne fermée d'or ; au chef d'azur chargé de trois fleurs de lis d'or. ». |

## Politique et administration

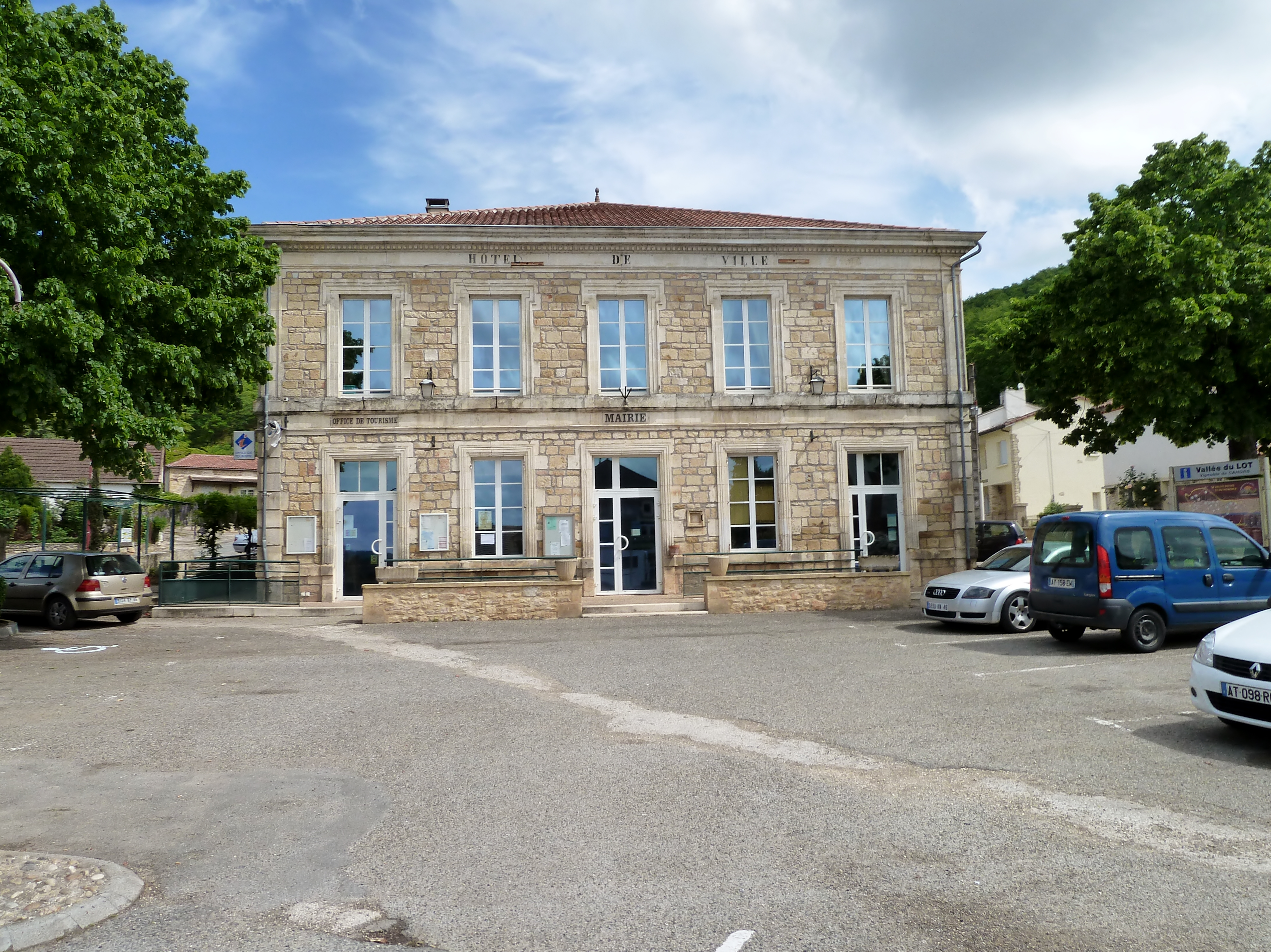
La mairie.

### Administration municipale
Le nombre d'habitants au recensement de 2011 étant compris entre 100 et 499, le nombre de membres du conseil municipal pour l'élection de 2014 est de onze,.

### Rattachements administratifs et électoraux
Commune faisant partie de l'arrondissement de Cahors de la communauté de communes de la Vallée du Lot et du Vignoble et du canton de Puy-l'Évêque.

## Population et société

### Démographie
L'évolution du nombre d'habitants est connue à travers les recensements de la population effectués dans la commune depuis 1793. Pour les communes de moins de 10 000 habitants, une enquête de recensement portant sur toute la population est réalisée tous les cinq ans, les populations de référence des années intermédiaires étant quant à elles estimées par interpolation ou extrapolation. Pour la commune, le premier recensement exhaustif entrant dans le cadre du nouveau dispositif a été réalisé en 2007.

En 2022, la commune comptait 946 habitants, en évolution de −2,47 % par rapport à 2016 (Lot : +1,31 %, France hors Mayotte : +2,11 %).
| 1793  | 1800  | 1806  | 1821  | 1831  | 1836  | 1841  | 1851  | 1856  |
| ----- | ----- | ----- | ----- | ----- | ----- | ----- | ----- | ----- |
| 5 900 | 2 804 | 2 800 | 3 061 | 3 127 | 3 117 | 1 793 | 1 928 | 1 846 |

| 1861  | 1866  | 1872  | 1876  | 1881  | 1886  | 1891  | 1896  | 1901  |
| ----- | ----- | ----- | ----- | ----- | ----- | ----- | ----- | ----- |
| 1 776 | 1 848 | 1 773 | 1 689 | 1 629 | 1 532 | 1 516 | 1 072 | 1 104 |

| 1906  | 1911 | 1921 | 1926 | 1931 | 1936 | 1946 | 1954 | 1962 |
| ----- | ---- | ---- | ---- | ---- | ---- | ---- | ---- | ---- |
| 1 026 | 915  | 821  | 835  | 868  | 971  | 822  | 718  | 823  |

| 1968 | 1975 | 1982 | 1990 | 1999 | 2006 | 2007 | 2012 | 2017 |
| ---- | ---- | ---- | ---- | ---- | ---- | ---- | ---- | ---- |
| 983  | 911  | 875  | 894  | 882  | 930  | 937  | 957  | 965  |

| 2022 | - | - | - | - | - | - | - | - |
| ---- | - | - | - | - | - | - | - | - |
| 946  | - | - | - | - | - | - | - | - |

| selon la population municipale des années : | 1968 | 1975 | 1982 | 1990 | 1999 | 2006 | 2009 | 2013 |
| Rang de la commune dans le département      | 18   | 24   | 29   | 25   | 30   | 29   | 31   | 30   |
| Nombre de communes du département           | 340  | 340  | 340  | 340  | 340  | 340  | 340  | 340  |

Au début du XXe siècle, Duravel comptait 1 026 habitants.

### Enseignement
Duravel fait partie de l'académie de Toulouse.

### Culture et festivités
Salle des fêtes, comité des fêtes, vitrine communale (petit musée), mycologie, bibliothèque.

### Activités sportives
Chasse, pétanque, randonnée pédestre, basket-ball.

### Écologie et recyclage
La collecte et le traitement des déchets des ménages et des déchets assimilés ainsi que la protection et la mise en valeur de l'environnement se font dans le cadre du SYDED.

## Économie

### Revenus
En 2018, la commune compte 415 ménages fiscaux, regroupant 843 personnes. La médiane du revenu disponible par unité de consommation est de 19 610 € (20 740 € dans le département).

### Emploi
|                | 2008  | 2013   | 2018   |
| -------------- | ----- | ------ | ------ |
| Commune        | 9,3 % | 11,4 % | 13,8 % |
| Département    | 7,3 % | 8,9 %  | 9,6 %  |
| France entière | 8,3 % | 10 %   | 10 %   |

En 2018, la population âgée de 15 à 64 ans s'élève à 514 personnes, parmi lesquelles on compte 70,6 % d'actifs (56,8 % ayant un emploi et 13,8 % de chômeurs) et 29,4 % d'inactifs,. Depuis 2008, le taux de chômage communal (au sens du recensement) des 15-64 ans est supérieur à celui de la France et du département.
La commune est hors attraction des villes,. Elle compte 165 emplois en 2018, contre 148 en 2013 et 157 en 2008. Le nombre d'actifs ayant un emploi résidant dans la commune est de 298, soit un indicateur de concentration d'emploi de 55,3 % et un taux d'activité parmi les 15 ans ou plus de 44,7 %.
Sur ces 298 actifs de 15 ans ou plus ayant un emploi, 108 travaillent dans la commune, soit 36 % des habitants. Pour se rendre au travail, 84,3 % des habitants utilisent un véhicule personnel ou de fonction à quatre roues, 0,7 % les transports en commun, 6 % s'y rendent en deux-roues, à vélo ou à pied et 9 % n'ont pas besoin de transport (travail au domicile).

### Activités hors agriculture

#### Secteurs d'activités
76 établissements sont implantés  à Duravel au 31 décembre 2019. Le tableau ci-dessous en détaille le nombre par secteur d'activité et compare les ratios avec ceux du département,.
| Secteur d'activité                                                                                        | Commune | Commune | Département |
| Secteur d'activité                                                                                        | Nombre  | %       | %           |
| --- | ------- | ------- | ----------- |
| Ensemble                                                                                                  | 76      | 100 %   | (100 %)     |
| Industrie manufacturière, industries extractives et autres                                                | 5       | 6,6 %   | (14 %)      |
| Construction                                                                                              | 14      | 18,4 %  | (13,9 %)    |
| Commerce de gros et de détail, transports, hébergement et restauration                                    | 24      | 31,6 %  | (29,9 %)    |
| Information et communication                                                                              | 3       | 3,9 %   | (1,8 %)     |
| Activités financières et d'assurance                                                                      | 1       | 1,3 %   | (2,8 %)     |
| Activités immobilières                                                                                    | 1       | 1,3 %   | (3,5 %)     |
| Activités spécialisées, scientifiques et techniques et activités de services administratifs et de soutien | 10      | 13,2 %  | (13,5 %)    |
| Administration publique, enseignement, santé humaine et action sociale                                    | 10      | 13,2 %  | (12 %)      |
| Autres activités de services                                                                              | 8       | 10,5 %  | (8,7 %)     |

Le secteur du commerce de gros et de détail, des transports, de l'hébergement et de la restauration est prépondérant sur la commune puisqu'il représente 31,6 % du nombre total d'établissements de la commune (24 sur les 76 entreprises implantées  à Duravel), contre 29,9 % au niveau départemental.

#### Entreprises et commerces
L'entreprise ayant son siège social sur le territoire communal qui génère le plus de chiffre d'affaires en 2020 est : 
- Cmas, activités des sociétés holding (141 k€)

### Agriculture
La commune est dans la vallée du Lot », une petite région agricole s'étendant d'est en ouest et de part et d'autre du cours du Lot, particulièrement réputée pour ses vignes, celles du vignoble de Cahors plus précisément. En 2020, l'orientation technico-économique de l'agriculture  sur la commune est la viticulture.
|               | 1988 | 2000 | 2010 | 2020 |
| ------------- | ---- | ---- | ---- | ---- |
| Exploitations | 41   | 30   | 18   | 12   |
| SAU (ha)      | 397  | 312  | 216  | 190  |

Le nombre d'exploitations agricoles en activité et ayant leur siège dans la commune est passé de 41 lors du recensement agricole de 1988  à 30 en 2000 puis à 18 en 2010 et enfin à 12 en 2020, soit une baisse de 71 % en 32 ans. Le même mouvement est observé à l'échelle du département qui a perdu pendant cette période 60 % de ses exploitations,. La surface agricole utilisée sur la commune a également diminué, passant de 397 ha en 1988 à 190 ha en 2020. Parallèlement la surface agricole utilisée moyenne par exploitation a augmenté, passant de 10 à 16 ha.

## Culture locale et patrimoine

### Lieux et monuments

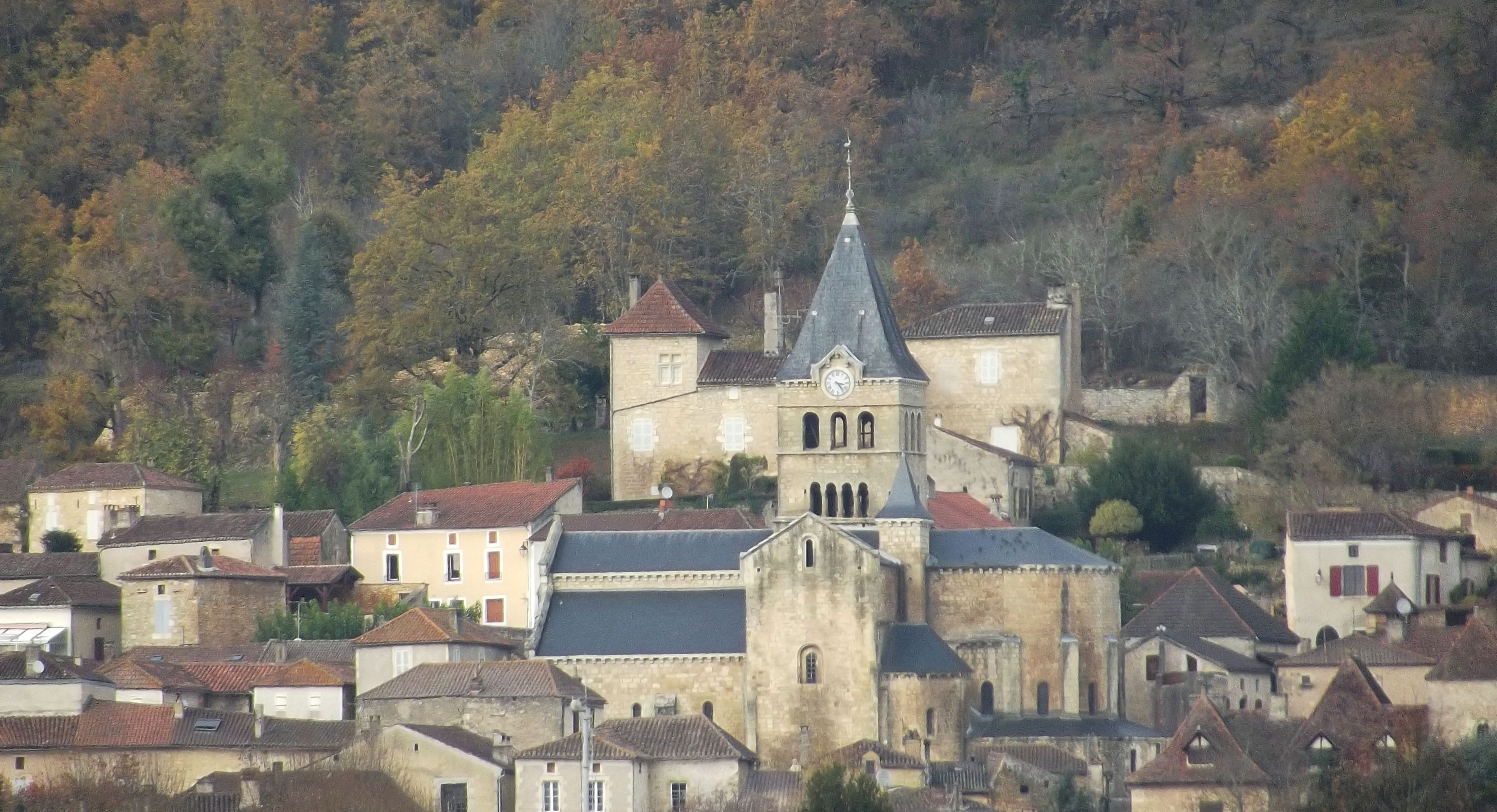
L' église.

- Église romane de l'ancien prieuré Saint-Hilarion[48],[49] du XIe siècle, remarquable crypte carrée, un des rares édifices pré-romans que possède la France, la crypte est classée et l'église est inscrite au titre des monuments historiques[50],[51];
- Église Saint-Avit de Duravel. L'édifice a été inscrit au titre des monuments historiques en 1979[52].
- Les vestiges de l'église Saint-Avit inscrite au titre des monuments historiques[53],[54];
- Le château Boutier, partiellement inscrit au titre des monuments historiques[55],
- Vieilles maisons de bourg[56];
- Vestiges des remparts[57];
- Cabestan[58];
- lavoirs[59]...
- Sentier de grande randonnée GR 36.

### Personnalités liées à la commune
- Charles Joubert (1875-1947) : vice-amiral et écrivain né sur la commune;
- Pierre Alexis Duclaux né sur la commune;
- Roger Veillard décédé sur la commune;
- Antoine Charles Louis de Lasalle,  général de cavalerie du Premier Empire, épouse Joséphine d'Aiguillon à Duravel, le 13 frimaire an XII soit le 5 décembre 1803. Il était alors colonel du 10e régiment de hussards en garnison à Cahors.

## Pour approfondir